# Virginia Thomas
Virginia Thomas („Tommy”; n. 1910, Brașov, Austro-Ungaria – d. 10 noiembrie 1996, Regatul Unit) a fost o aviatoare română, cea de-a unsprezecea aviatoare brevetată în România, în 1936.

## Biografie
A absolvit Școala de Pilotaj „Mircea Cantacuzino” în anul 1936, obținând brevetul de pilot nr. 141/1936, fiind cea de a unsprezecea aviatoare brevetată. În 1939 a lucrat ca stewardesă la LARES. În 1940 a fost încadrată ca pilot la Escadrila Sanitară, unde a transportat 625 de răniți. După desființarea escadrilei, în 1943, a transportat răniți cu automobilul în cadrul Spitalului de Cruce Roșie nr. 3. După 1944 s-a căsătorit cu un ofițer englez și a plecat la Berlin. A mai fost întâlnită în anii 1980 în Marea Britanie de Stela Huțan-Palade.

## Decorații
- Ordinul „Virtutea Aeronautică” de război cu spade, clasa Crucea de aur (27 septembrie 1941) „pentrucă dela începutul campaniei, pe orice vreme și în orice condițiuni, de multe ori expuse la proiectilele inamice, au evacuat, pe calea aerului, răniții gravi din primele linii în zona interioară, salvând vieți scumpe. Activitatea lor s'a exercitat și în folosul aliaților noștri”[6]